# ヒシスピード
ヒシスピードは日本の競走馬、種牡馬。
同期に「スーパーカー」の愛称を持つマルゼンスキーがいる。マルゼンスキーを語るうえで必ずと言っていいほど話に出てくる馬の一頭。1950年代に活躍した種牡馬ライジングフレームの最後の後継馬となった馬である。
※馬齢は本馬の現役時代に合わせ旧表記（数え年）にて記載

## 概要
外国産種牡馬優勢の時代に、初代ヒシマサルからヒシマサヒデと内国産父系を繋ぐ血統の三代目として生まれた。

### 3歳
中央競馬で競走生活を送る。1976年6月26日に札幌競馬場ダート1000メートルの新馬戦にて小島太を背に単勝1番人気に推されデビューするも結果は6着に敗れる。翌週の同じ舞台にて2着に9馬身差の圧勝で初勝利を挙げると、3戦目となった北海道3歳ステークスをレコード勝ちして重賞制覇を成し遂げ、早くも祖父・父からスピードを受け継いだ快速馬としての片鱗を見せた。
次走の東京競馬場でのオープン競走を2着と惜敗した後に選んだ府中3歳ステークスが、いよいよマルゼンスキーとの初対戦の舞台となる。レースは、将来を考え中団に抑える競馬をしたマルゼンスキーを最後の直線で競り合いながら一瞬はかわすものの差し返されてハナ差の2着と敗れる結果ではあったが、マルゼンスキーの競走生活における唯一の接戦を演じてみせた。続く朝日杯3歳ステークスで再びマルゼンスキーの2着となるが、生涯最高の出来で出走したマルゼンスキーの前に、前走とはうって変わって遠く及ばない13馬身の大差をつけられる完敗で、鞍上の小島太が『（マルゼンスキーは）バケモノだ』と言った程であった。また、このレースでのヒシスピードが3着馬に3馬身半の着差をつけ、それまでの優勝タイム等からして決して悪いレースをした訳でもなかったが、にもかかわらずこの様な結果になってしまったのを目の当たりにした阿部雅信の子の阿部雅一郎は内国産血統の限界を痛感し、父雅信の死後、父ゆかりの血統の馬を手放し新しい血統を求めて外国産馬に比重を置くようになったとされる。

### 4歳
年明け初戦の京成杯、続く東京4歳ステークスと、後の日本ダービー優勝馬ラッキールーラ、菊花賞優勝馬プレストウコウらを抑えて重賞を連勝で飾るも、スプリングステークスでは伏兵に足を掬われ3着に敗れる。本番の皐月賞では、当時は持ち込み馬ゆえクラシック出走資格がないマルゼンスキーが不在なのもあって、堂々の1番人気に推された。しかし結果は7着の惨敗、続く日本ダービーでは人気をも落とし、結果も13着の大敗であった。
札幌でのオープン競走を勝利するも、続く短距離ステークスで三度マルゼンスキーの2着に敗れ、その後2戦して勝てずに競走生活を終えた。

### 引退後
1980年から種牡馬入りした。産駒の多くは阿部雅一郎の持ち馬としておもに南関東公営競馬で走り、数頭の勝ち馬を出したものの、オープンクラスまで出世した馬は出せていない。マルゼンスキーをのぞいたほかの同世代馬と同様にこれと言った活躍馬は出せず、1985年に種牡馬を引退した。祖父から3代繋いで来た内国産父系としての血統も、その死によって途絶えてしまった。

## 競走成績
| 年月日 | 年月日 | 年月日 | 競馬場 | 競走名          | 距離          | 頭 数 | 馬 番 | 人気 | 着順 | タイム  | 着差    | 騎手   | 斤量 [kg] | 勝ち馬 / （2着馬）   |
| ------ | ------ | ------ | ------ | --------------- | ------------- | ----- | ----- | ---- | ---- | ------- | ------- | ------ | --------- | -------------------- |
| 1976   | 6.     | 26     | 札幌   | 3歳新馬         | ダ1000m（良） | 9     | 2     | 1人  | 6着  | 1.04.0  | -2.3秒  | 小島太 | 52        | サンホーラー         |
|        | 7.     | 3      | 札幌   | 3歳新馬         | ダ1000m（良） | 10    | 9     | 2人  | 1着  | 1.00.0  | 9馬身   | 小島太 | 52        | （メトロアロー）     |
|        | 8.     | 8      | 札幌   | 北海道3歳S      | ダ1200m（重） | 7     | 4     | 2人  | 1着  | R1.11.8 | 6馬身   | 小島太 | 52        | （ソーウンムサシ）   |
|        | 11.    | 7      | 東京   | 3歳オープン     | 芝1400m（良） | 6     | 5     | 1人  | 2着  | 1.24.1  | -0.1秒  | 小島太 | 55        | ミスターケイ         |
|        | 11.    | 21     | 東京   | 府中3歳S        | 芝1600m（重） | 5     | 5     | 2人  | 2着  | 1.37.9  | ハナ    | 小島太 | 55        | マルゼンスキー       |
|        | 12.    | 12     | 中山   | 朝日杯3歳S      | 芝1600m（良） | 6     | 1     | 2人  | 2着  | 1.36.6  | -2.2秒  | 小島太 | 54        | マルゼンスキー       |
| 1977   | 1.     | 16     | 東京   | 京成杯          | 芝1600m（良） | 8     | 5     | 1人  | 1着  | 1.36.7  | クビ    | 小島太 | 56        | （ラッキールーラ）   |
|        | 2.     | 13     | 東京   | 東京4歳S        | 芝1800m（良） | 9     | 9     | 1人  | 1着  | 1.50.1  | 1/2馬身 | 小島太 | 57        | （パワーシンボリ）   |
|        | 3.     | 27     | 中山   | スプリングS     | 芝1800m（不） | 9     | 6     | 1人  | 3着  | 1.56.4  | -0.4秒  | 小島太 | 56        | ヨシノリュウジン     |
|        | 4.     | 17     | 中山   | 皐月賞          | 芝2000m（稍） | 19    | 14    | 1人  | 7着  | 2.05.9  | -0.8秒  | 小島太 | 57        | ハードバージ         |
|        | 5.     | 29     | 東京   | 東京優駿        | 芝2400m（良） | 28    | 27    | 10人 | 13着 | 2.30.3  | -1.6秒  | 小島太 | 57        | ラッキールーラ       |
|        | 6.     | 25     | 札幌   | 4歳以上オープン | ダ1800m（良） | 8     | 7     | 1人  | 1着  | 1.51.3  | 5馬身   | 小島太 | 55        | （メルシーシャダイ） |
|        | 7.     | 24     | 札幌   | 短距離S         | ダ1200m（良） | 5     | 5     | 2人  | 2着  | 1.11.7  | -1.6秒  | 小島太 | 54        | マルゼンスキー       |
|        | 8.     | 21     | 函館   | UHB杯           | 芝1200m（良） | 6     | 3     | 1人  | 3着  | 1.11.7  | -1.2秒  | 小島太 | 57        | ボールドシンボリ     |
|        | 9.     | 3      | 函館   | 4歳以上オープン | 芝1700m（稍） | 6     | 5     | 1人  | 5着  | 1.43.7  | -0.8秒  | 小島太 | 56        | アータルオー         |

- 1タイム欄のRはレコード勝ちを示す。
- 2太字の競走は八大競走。

## 血統表
| ヒシスピードの血統（ベンドア系 / Nearco 5×5・5=9.38%、Blandford5×5=6.25%） | ヒシスピードの血統（ベンドア系 / Nearco 5×5・5=9.38%、Blandford5×5=6.25%） | ヒシスピードの血統（ベンドア系 / Nearco 5×5・5=9.38%、Blandford5×5=6.25%） | （血統表の出典） | （血統表の出典） |
| 父 ヒシマサヒデ 1962 黒鹿毛                                                | 父の父ヒシマサル 1955 鹿毛                                                 | *ライジングフレーム Rising Flame                                           | The Phoenix      | The Phoenix      |
| 父 ヒシマサヒデ 1962 黒鹿毛                                                | 父の父ヒシマサル 1955 鹿毛                                                 | *ライジングフレーム Rising Flame                                           | Admirable        |                  |
| 父 ヒシマサヒデ 1962 黒鹿毛                                                | 父の父ヒシマサル 1955 鹿毛                                                 | カツター                                                                   | 月友             | 月友             |
| 父 ヒシマサヒデ 1962 黒鹿毛                                                | 父の父ヒシマサル 1955 鹿毛                                                 | カツター                                                                   | セフトマス       |                  |
| 父 ヒシマサヒデ 1962 黒鹿毛                                                | 父の母ハルヒメ 1957 黒鹿毛                                                 | *ブラックウヰング Black Wing                                               | Balladier        | Balladier        |
| 父 ヒシマサヒデ 1962 黒鹿毛                                                | 父の母ハルヒメ 1957 黒鹿毛                                                 | *ブラックウヰング Black Wing                                               | Taj Bibi         |                  |
| 父 ヒシマサヒデ 1962 黒鹿毛                                                | 父の母ハルヒメ 1957 黒鹿毛                                                 | *ベリストリーム Berrystream                                                | Midstream        | Midstream        |
| 父 ヒシマサヒデ 1962 黒鹿毛                                                | 父の母ハルヒメ 1957 黒鹿毛                                                 | *ベリストリーム Berrystream                                                | Cigarette        |                  |
| 母 ヒシハクギン 1964 黒鹿毛                                                | 母の父*タリヤートス Tulyartos 1957 黒鹿毛                                  | Tulyar                                                                     | Tehran           | Tehran           |
| 母 ヒシハクギン 1964 黒鹿毛                                                | 母の父*タリヤートス Tulyartos 1957 黒鹿毛                                  | Tulyar                                                                     | Neocracy         |                  |
| 母 ヒシハクギン 1964 黒鹿毛                                                | 母の父*タリヤートス Tulyartos 1957 黒鹿毛                                  | Certosa                                                                    | Prince Chevalier | Prince Chevalier |
| 母 ヒシハクギン 1964 黒鹿毛                                                | 母の父*タリヤートス Tulyartos 1957 黒鹿毛                                  | Certosa                                                                    | Arctic Sun       |                  |
| 母 ヒシハクギン 1964 黒鹿毛                                                | 母の母*エレジー Elegy 1953 栗毛                                            | Persian Gulf                                                               | Bahram           | Bahram           |
| 母 ヒシハクギン 1964 黒鹿毛                                                | 母の母*エレジー Elegy 1953 栗毛                                            | Persian Gulf                                                               | Double Life      |                  |
| 母 ヒシハクギン 1964 黒鹿毛                                                | 母の母*エレジー Elegy 1953 栗毛                                            | Verse                                                                      | Epigram          | Epigram          |
| 母 ヒシハクギン 1964 黒鹿毛                                                | 母の母*エレジー Elegy 1953 栗毛                                            | Verse                                                                      | Themis F-No.19   |                  |